# Simcoe (jezero)
Simcoe je jezero u Južnom Ontariu, Kanada.

## Opis
Četvrto je po veličini jezero koje se u potpunosti nalazi u pokrajini, nakon jezera Nipigon, Lac Seulua i Nipissinga. S prvim europskim kontaktima u 17. stoljeću jezero se po Huron starosjediocima zvalo Ouentironk ("Predivna voda"). Također je poznat i kao jezero Toronto sve dok ga poručnik-guverner Gornje Kanade John Graves Simcoe nije preimenovao u spomen na svog oca.
Jezero je omeđeno županijom Simcoe, regijom Durham i regijom York. 

## Vanjske poveznice
|  | Zajednički poslužitelj ima još gradiva o temi Simcoe (jezero) |